# Portal Tomb von Onagh

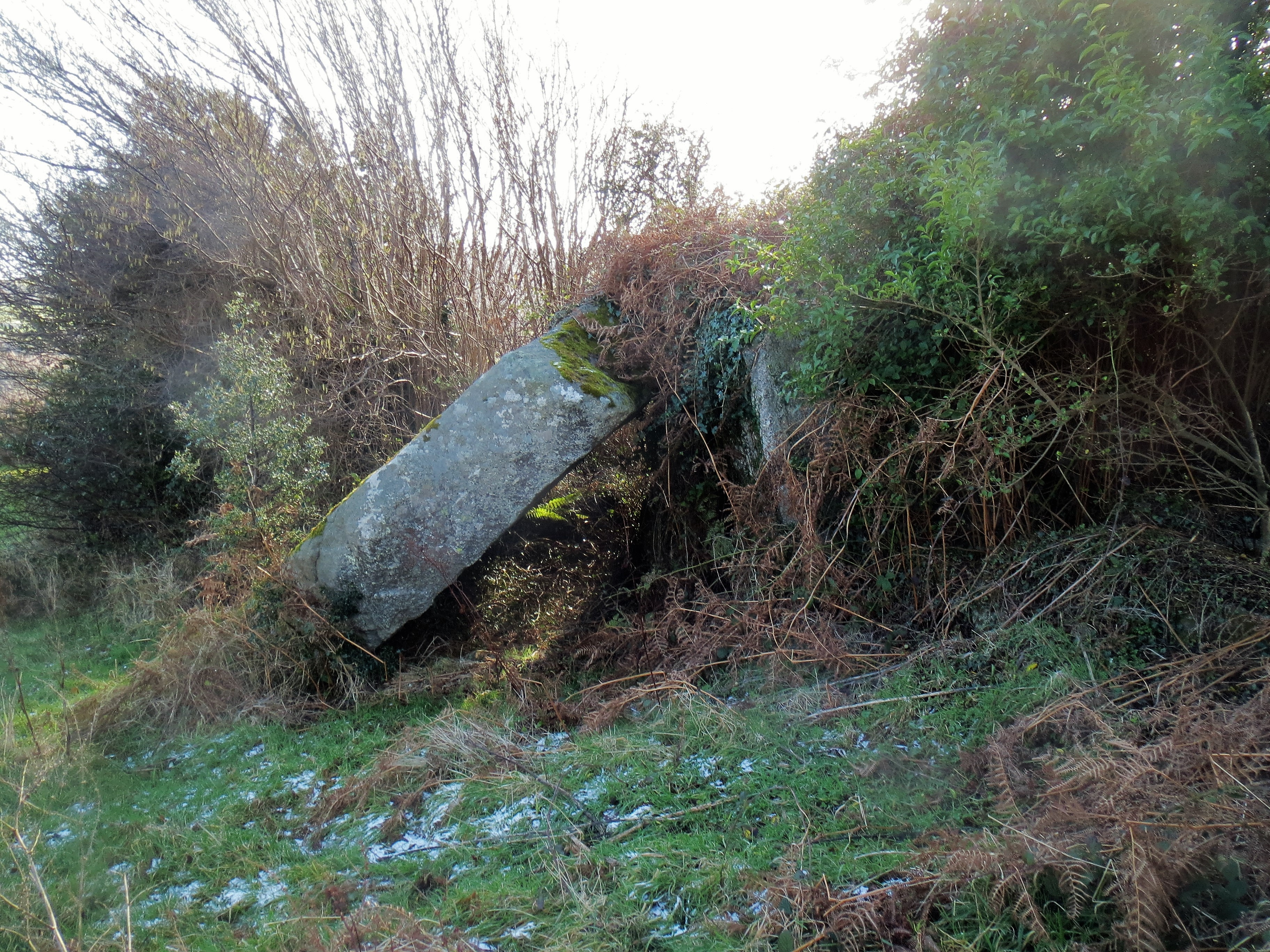
Portal Tomb Glaskenny/Onagh

Das Portal Tomb von Onagh (auch Oonagh oder Glaskenny Cromlech genannt) liegt in der Nähe von Enniskerry im Norden des County Wicklow, in einer Feldgrenze an den Hängen des Knockree Hill im Glencree (Tal), zwischen Parknasilloge und dem Wedge Tomb von Ballyedmonduff im County Dublin, in Irland. Als Portal Tombs werden Megalithanlagen auf den Britischen Inseln bezeichnet, bei denen zwei gleich hohe, aufrecht stehende Steine mit einem Türstein dazwischen, die Vorderseite einer Kammer bilden, die mit einem zum Teil gewaltigen Deckstein bedeckt ist.

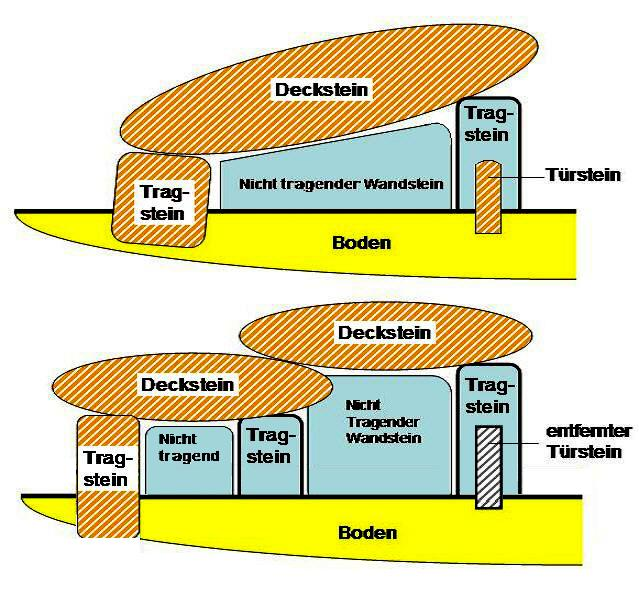
Schema irischer Portal Tombarten

Die Kammer des Portal Tombs ist im 20. Jahrhundert zusammengebrochen und einer der etwa 2,0 m hohen Portalsteine ist umgefallen. Der große Deckstein ist verrutscht und liegt (etwa unter 45 Grad) auf dem restlichen Portalstein und dem Boden. Die Kammer misst etwa 1,3 × 1,3 m und besteht aus zwei Portalsteinen, zwei Seitensteinen, dem Endstein und einem zerbrochenen Türstein auf der Südostseite. Das Innere der Kammer hat eine dünne Schicht aus Quarz.
Oberhalb des Portal Tombs befindet sich ein Aufschluss mit Felsritzungen.